# ジェームズ・サマーセット
ジェームズ・サマーセット（James Somerset、Somersettとも）は、サマーセット事件で知られる人物。
彼はバージニア州で売られた黒人奴隷で、1769年主人となるチャールズ・ステュアート（Charles Stuart）という人物によってバージニア州からイギリスに連れられた。ロンドンのセントアンドリュー・ホルデーンに着いて、名が無かった彼は1771年2月20日にジェームズ・サマーセットという名が与えられた。サマーセットは10月1日に逃亡したが、11月26日主人のステュアートに捕まり、ジャマイカ行きの船に乗せられ、ジャマイカで投獄された。奴隷廃止主義者のトーマス・クラークソンがサマーセットを守るため、奴隷制はイギリスの法では違法であると主張し、そして1772年2月7日マンスフィールド卿（Chief Justice William Mansfield）の王座裁判所に係争され、裁判に発展した。奴隷廃止主義者のグランビル・シャープ始めとするサマーセットの支持者5人がサマーセットを弁護した。最終的にはシャープらサマーセットの支持者5人は勝訴し、サマーセットは自由を勝ち取った。そして主席判事のマンスフィールド卿がイギリス法では奴隷及びサマーセットの輸出は認められていないという判決を下した。